# Bomy
Bomy là một xã của tỉnh Pas-de-Calais, thuộc vùng Hauts-de-France, miền bắc nước Pháp.

## Dân số
| 1962                                                                | 1968 | 1975 | 1982 | 1990 | 1999 |
| ------------------------------------------------------------------- | ---- | ---- | ---- | ---- | ---- |
| 653                                                                 | 674  | 658  | 603  | 608  | 604  |
| Census count starting from 1962: Population without double counting |      |      |      |      |      |

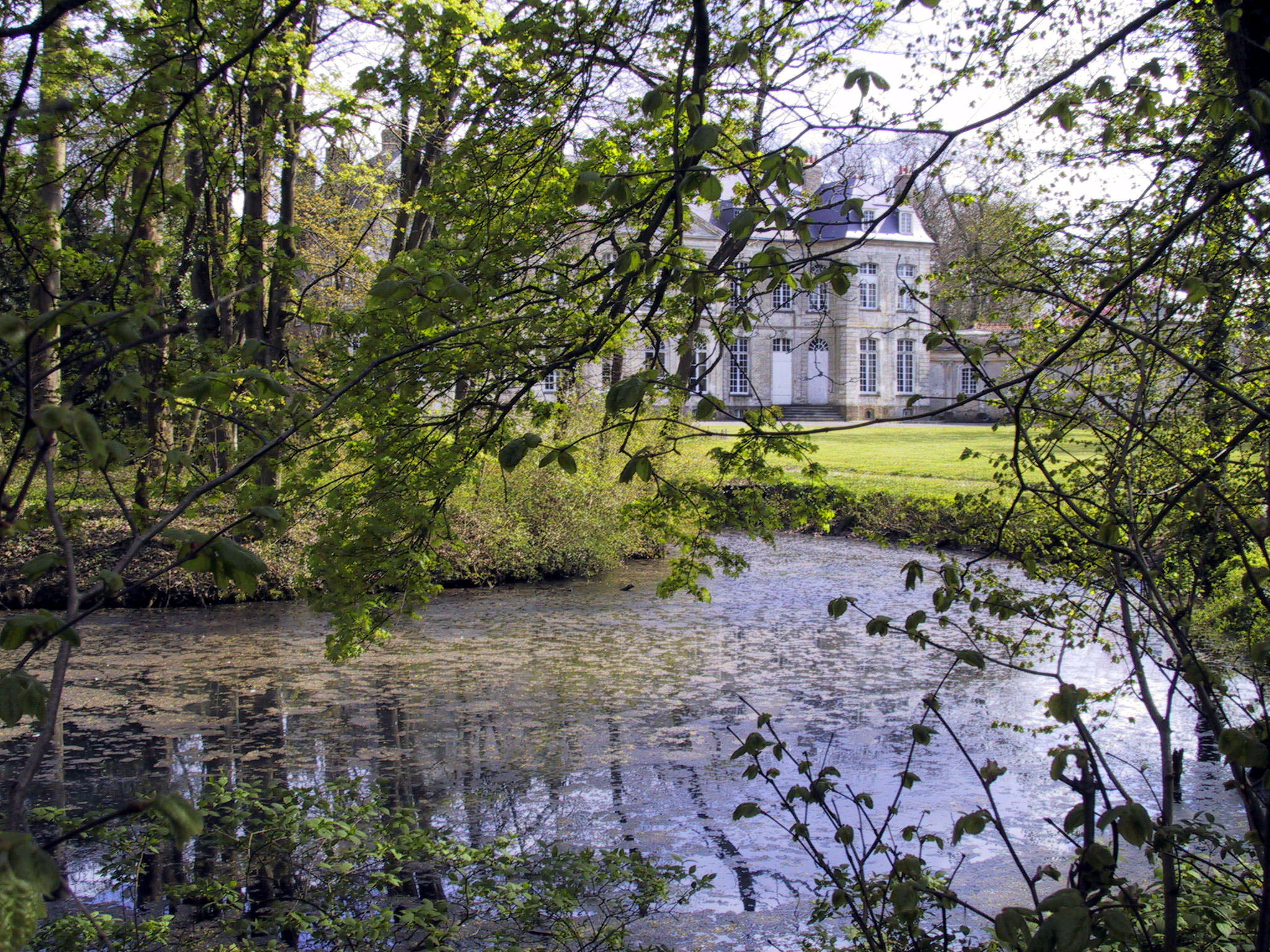
The wooded site of the old château
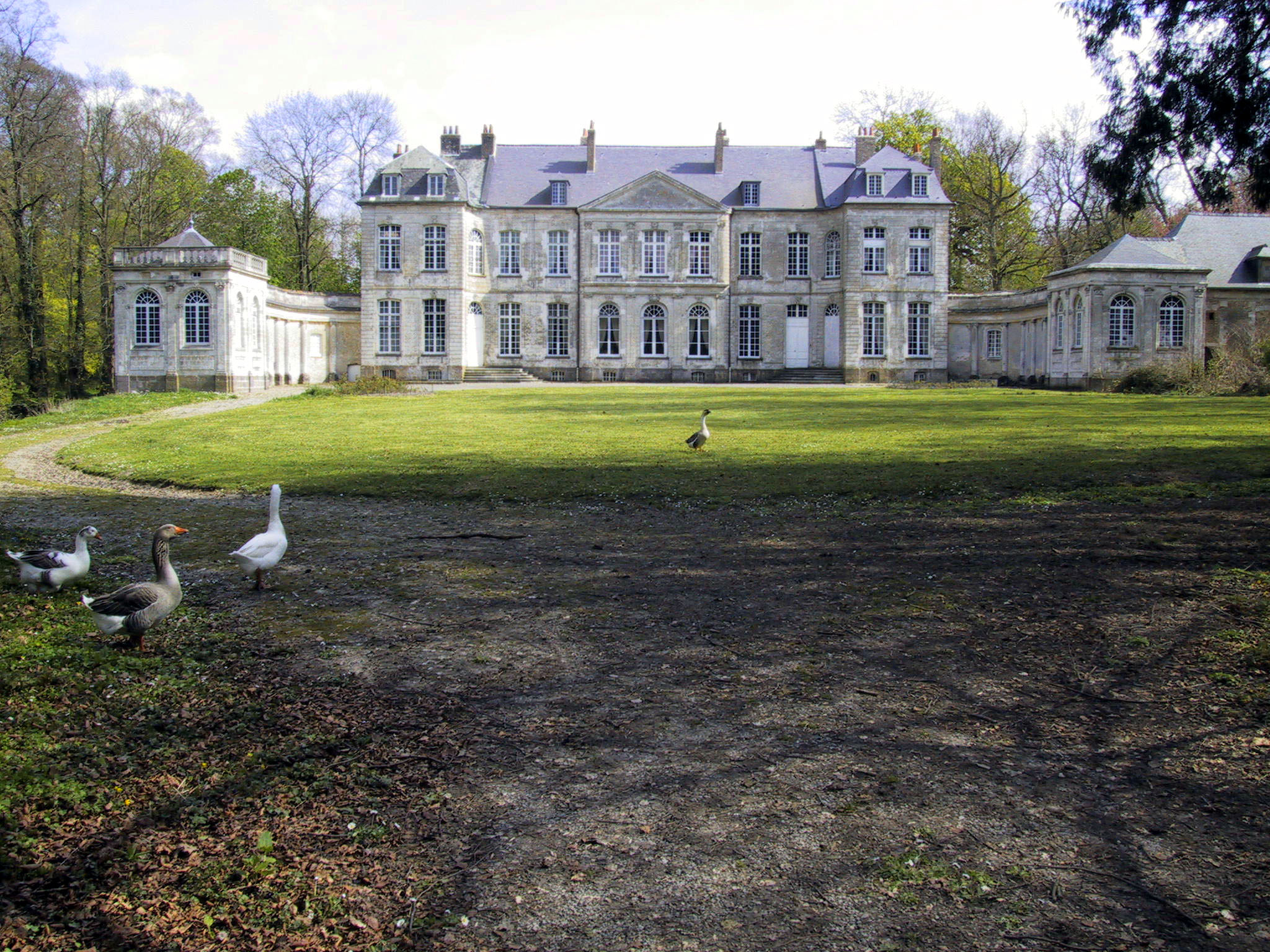
The main façade of the present building
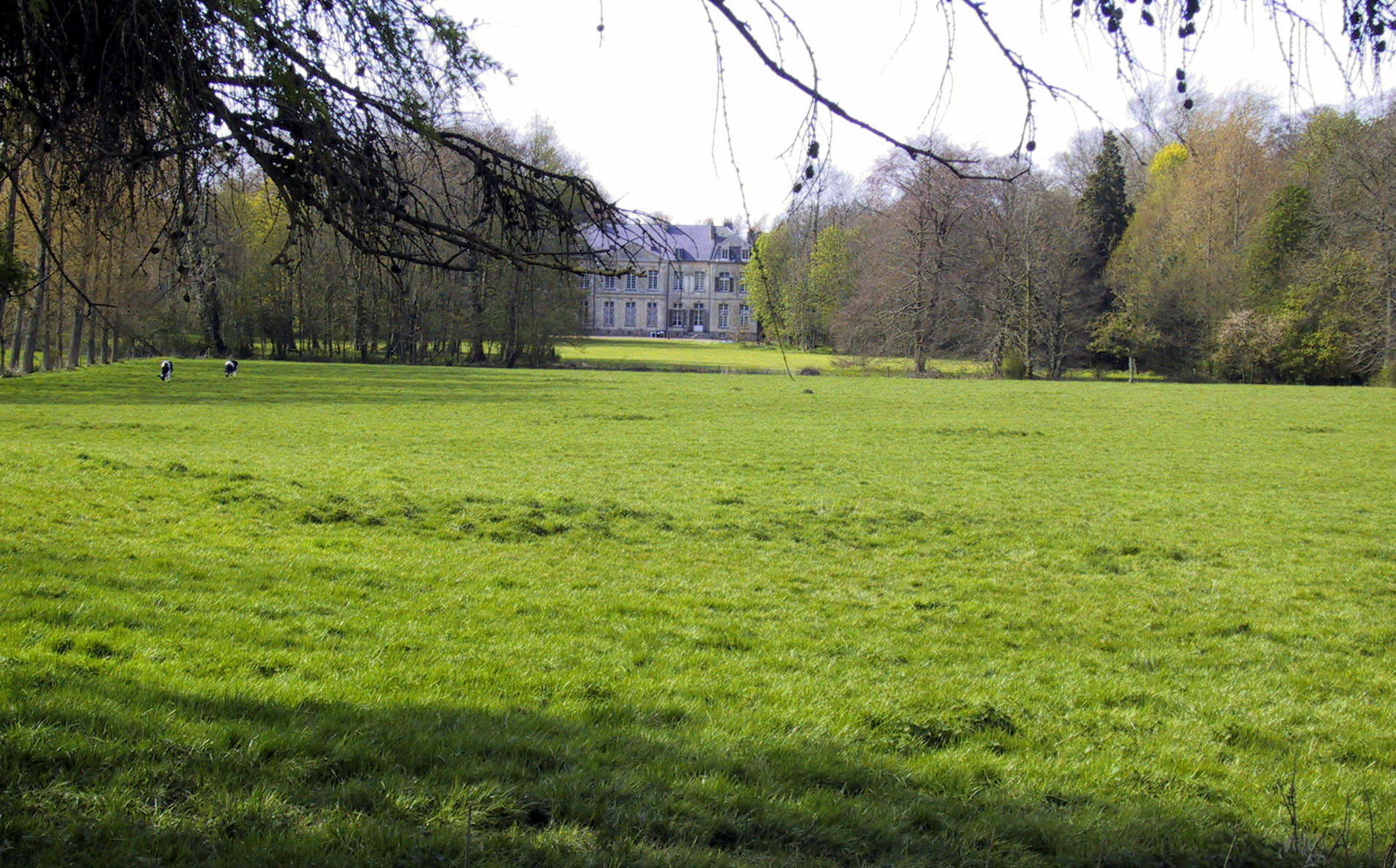
View of the rear of the château
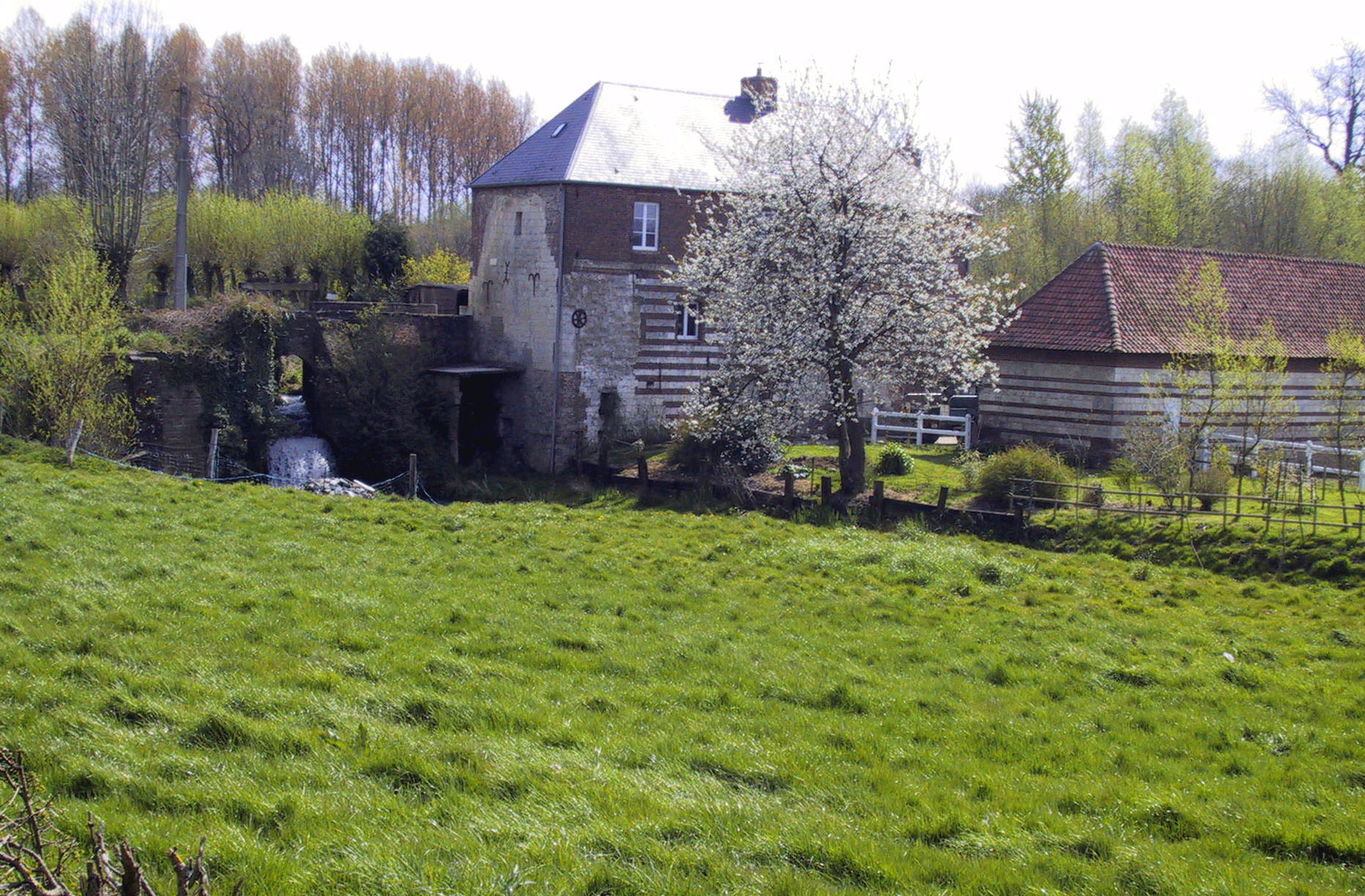
Weir on the river Locquette